# Chiasmia emersaria
Chiasmia emersaria là một loài bướm đêm trong họ Geometridae.

## Hình ảnh

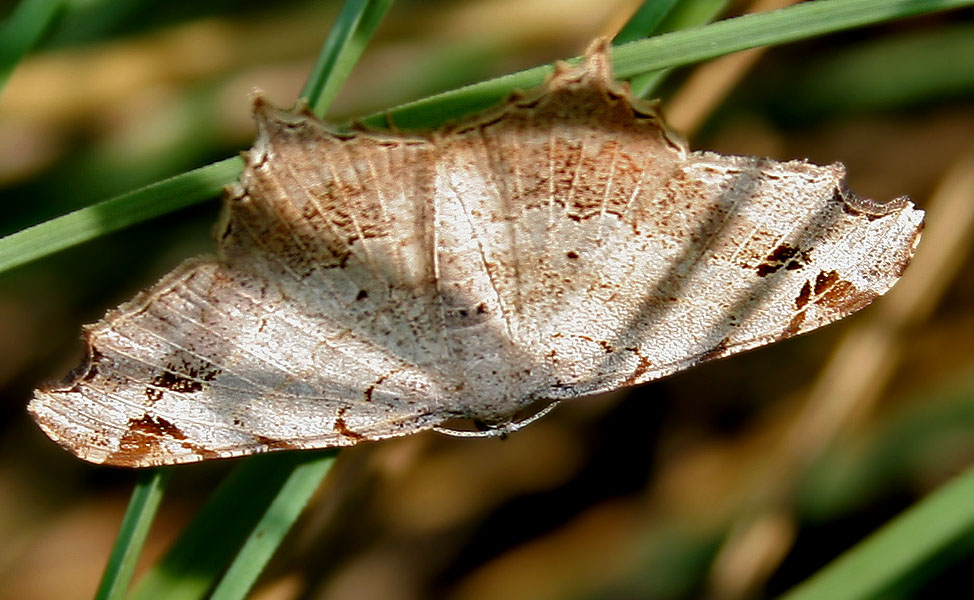